# Federico Ricca
Federico Ricca Rostagnol (Tarariras, 1 december 1994) is een Uruguayaans voetballer die doorgaans als linksback speelt. Sinds de zomer van 2025 speelt hij voor Belgrano. Ricca debuteerde in 2017 in het Uruguayaans voetbalelftal.

## Clubcarrière
Ricca stroomde in 2013 door vanuit de jeugd van Danubio. In zijn eerste seizoen op het hoogste niveau maakte hij drie treffers in 23 competitieduels. Het seizoen erop maakte hij één doelpunt in 29 competitiewedstrijden.

### Málaga CF
In januari 2016 telde Málaga CF 2,5 miljoen euro neer voor zijn diensten. De linksachter tekende een contract tot 2020. Op 27 februari 2016 debuteerde Ricca in de Primera División in de uitwedstrijd tegen Real Sociedad. Op 20 april 2016 volgde zijn eerste competitietreffer tegen Rayo Vallecano.

### Club Brugge
Op 14 augustus 2019 tekende Ricca een contract van vier seizoenen bij Club Brugge. Dit voor een bedrag van 3 miljoen euro. Hij had vooral een invallersstatuut. In totaal speelde hij 54 wedstrijden voor Club Brugge. In deze periode werd hij wel 3 keer het kampioenschap in de Eerste klasse A (voetbal België) en 1 maal de Belgische Supercup.

### OHL
Sinds de zomer van 2022 speelt hij voor Oud-Heverlee Leuven. Het hoefde geen transfersom te betalen.

## Clubstatistieken
| Seizoen | Club        | Competitie       | Competitie | Competitie | Beker | Beker | Internationaal | Internationaal | Totaal | Totaal |
| Seizoen | Club        | Competitie       | Wed.       | Dlp.       | Wed.  | Dlp.  | Wed.           | Dlp.           | Wed.   | Dlp.   |
| ------- | ----------- | ---------------- | ---------- | ---------- | ----- | ----- | -------------- | -------------- | ------ | ------ |
| 2013/14 | Danubio FC  | Primera División | 23         | 3          | 0     | 0     | 2              | 0              | 25     | 3      |
| 2014/15 | Danubio FC  | Primera División | 29         | 1          | 0     | 0     | 4              | 0              | 33     | 1      |
| 2015/16 | Danubio FC  | Primera División | 15         | 0          | 0     | 0     | 2              | 0              | 17     | 0      |
| 2015/16 | Málaga CF   | Primera División | 8          | 1          | 0     | 0     | —              | —              | 8      | 1      |
| 2016/17 | Málaga CF   | Primera División | 21         | 0          | 0     | 0     | —              | —              | 21     | 0      |
| 2017/18 | Málaga CF   | Primera División | 14         | 0          | 0     | 0     | —              | —              | 14     | 0      |
| 2018/19 | Málaga CF   | Segunda División | 38         | 5          | 0     | 0     | —              | —              | 38     | 5      |
| 2019/20 | Club Brugge | Eerste klasse A  | 8          | 2          | 1     | 0     | 5              | 0              | 13     | 1      |
| 2020/21 | Club Brugge | Eerste klasse A  | 15         | 0          | 1     | 0     | 4              | 0              | 18     | 0      |
| 2021/22 | Club Brugge | Eerste klasse A  | 10         | 1          | 5     | 0     | 4              | 0              | 19     | 1      |
| 2022/23 | OH Leuven   | Eerste klasse A  | 28         | 1          | 2     | 0     | —              | —              | 30     | 1      |
| 2023/24 | OH Leuven   | Eerste klasse A  | 5          | 0          | 0     | 0     | —              | —              | 5      | 0      |
| Totaal  | Totaal      | Totaal           | 214        | 14         | 9     | 0     | 21             | 0              | 244    | 14     |

## Interlandcarrière
In 2015 debuteerde Ricca in Uruguay –23, waarvoor hij één doelpunt maakte in vijf interlands.

## Erelijst
| Competitie                  | Aantal  | Jaren                    |         |         |
| Danubio                     | Danubio | Danubio                  | Danubio | Danubio |
| --------------------------- | ------- | ------------------------ | ------- | ------- |
| Kampioen Primera División   | 1x      | 2013/14                  |         |         |
| Club Brugge                 |         |                          |         |         |
| Kampioen Jupiler Pro League | 3x      | 2019/20,2020/21, 2021/22 |         |         |
| Belgische Supercup          | 1x      | 2021                     |         |         |